# Чемпіонат світу з трекових велоперегонів 1994
Чемпіонат світу з трекових велоперегонів 1994 проходив з 15 по 20 серпня 1994 року в Палермо, Італія на велодромі Paolo Borsellino. Усього на чемпіонаті розіграли 11 комплектів нагород — 8 у чоловіків та 3 у жінок.

## Медалісти

### Чоловіки
| Дисципліна                         | Золото                                                     | Срібло                                                     | Бронза                                                             |
| Спринт                             | Марті Нотштайн                                             | Дерін Хілл                                                 | Міхаель Хюбнер                                                     |
| Гіт на 1000 м                      | Флоріан Руссо                                              | Ерін Хартвел                                               | Шейн Келлі                                                         |
| Індивідуальна гонка переслідування | Кріс Бордмен                                               | Франсіс Моро                                               | Єнс Леманн                                                         |
| Командна гонка переслідування      | Німеччина Ґвідо Фульст Андреас Бах Єнс Леманн Даніло Хондо | США Карл Сандквіст Дірк Копленд Маріано Фрідік Адам Лорент | Австралія Бретт Ейткен Тім О'Шеннессі Родні Мак-Ґі Стюарт О'Грейді |
| Спринт на тандемах                 | Франція Фабріс Кола Фредерік Маньє                         | Німеччина Емануель Раш Єнс Ґлюкліх                         | Італія Федеріко Паріс Роберто Кьяппа                               |
| Кейрін                             | Марті Нотштайн                                             | Міхаель Хюбнер                                             | Федеріко Паріс                                                     |
| Гонка за очками                    | Бруно Рісі                                                 | Ян Бо Петерсен                                             | Франц Штохер                                                       |
| Гонка за лідером                   | Карстен Подлеш                                             | Роланд Кьонгсхофер                                         | Алессандро Тессін                                                  |

### Жінки
| Дисципліна                         | Золото         | Срібло               | Бронза              |
| Спринт                             | Галина Єнюхіна | Фелісія Баланже      | Оксана Грішина      |
| Індивідуальна гонка переслідування | Маріон Кліньє  | Світлана Самохвалова | Джені Ейкгофф       |
| Гонка за очками                    | Інгрід Харінга | Світлана Самохвалова | Людмила Горожанська |

## Загальний медальний залік
| Місце  | Країна          | Золото | Срібло | Бронза | Загалом |
| ------ | --------------- | ------ | ------ | ------ | ------- |
| 1      | Франція         | 3      | 2      |        | 5       |
| 2      | Німеччина       | 2      | 2      | 2      | 6       |
| 3      | США             | 2      | 2      | 1      | 5       |
| 4      | Росія           | 1      | 2      | 1      | 4       |
| 5      | Велика Британія | 1      |        |        | 1       |
| 5      | Нідерланди      | 1      |        |        | 1       |
| 5      | Швейцарія       | 1      |        |        | 1       |
| 8      | Австралія       |        | 1      | 2      | 3       |
| 9      | Австрія         |        | 1      | 1      | 2       |
| 10     | Данія           |        | 1      |        | 1       |
| 11     | Італія          |        |        | 3      | 3       |
| 12     | Бельгія         |        |        | 1      | 1       |
| Всього | Всього          | 11     | 11     | 11     | 33      |